# ألكسندر كيث
ألكسندر كيث هو سياسي كندي، ولد في 5 أكتوبر 1795 في المملكة المتحدة، وتوفي في 14 ديسمبر 1873 في نوفا سكوشا في كندا. حزبياً، نشط في جمعية المحافظين التقدمية لنوفا سكوشا. وقد انتخب عمدة هاليفاكس.